# Transmisión (telecomunicaciones)

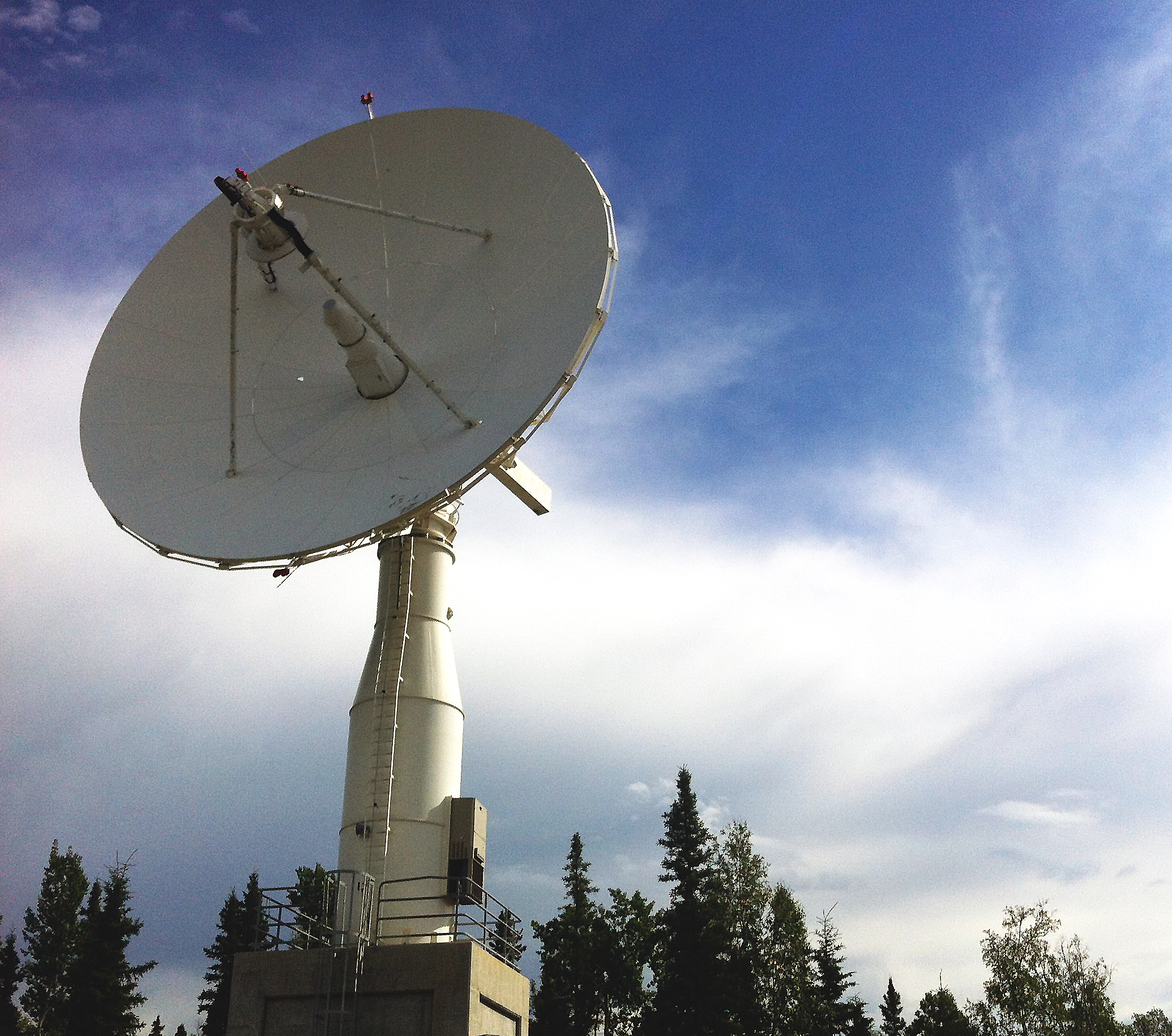
Antena que emite y recibe señales en forma digital o análoga.

En las telecomunicaciones, la transmisión (abreviatura: Tx ) o emisión es el proceso de envío y  propagación de una señal de información analógica o digital sobre un medio de transmisión físico punto-a-punto  o punto-a-multipunto, ya sea por cable, fibra óptica o inalámbricamente. Las tecnologías y esquemas de transmisión típicamente se refieren a las funciones del protocolo de la capa física, tales como modulación, demodulación, codificación de línea, ecualización, control de errores, sincronización de bits y de multiplexación, pero el término también puede implicar funciones de protocolo de capa superior, por ejemplo, la digitalización de una señal de mensaje analógica, y la codificación de fuentes (compresión).
La transmisión de un mensaje digital o de una señal analógica digitalizada, se conoce como transmisión de datos o  comunicación digital.
Una transmisión es el envío de una señal con duración limitada, por ejemplo, un bloque o paquete de datos, una llamada telefónica o un correo electrónico.

## Inverso
Lo contrario de la transmisión es la recepción (abreviatura: Rx ).